# Педру I (король Португалии)
Педру I Справедливый (порт. Pedro I «o Justiceiro»; 8 апреля 1320, Коимбра — 18 января 1367[…], Эштремош, Эвора) — король Португалии с 1357 года. Из Бургундской династии, сын короля Афонсу IV и Беатрисы Кастильской.

## Ранние годы
В 1325 году 5-летнего Педру женили на 10-летней Бланке Кастильской (1315—1375), но в 1333 году брак был аннулирован.
В 1328 году король Афонсу IV выдал свою старшую дочь Марию за Альфонсо XI Кастильского, и та родила ему сына — будущего Педро I. Однако в 1334 году Мария вернулась в дом отца, поскольку её царствующий муж начал долгий роман с дворянкой Леонор де Гузман. Двоюродный брат Альфонсо, Хуан Мануэль, граф Пеньяфьель, начал войну с кастильским королём из-за того, что Альфонсо расторг брак с его дочерью Констансой, чтобы развязать себе руки для брака с Марией. В 1329 году Хуан Мануэль примирился с Альфонсо, благодаря усилиям епископа Овьедо.
Между тем, взбешенный неверностью Альфонсо и пренебрежительным отношением к Марии, Афонсу IV заключил союз с Хуаном Мануэлем. Он женил своего сына и наследника, Педру, на Констансе Мануэль. Вместе с невестой, в Португалию в 1339 году прибыла её фрейлина Инес де Кастро, дочь аристократа из Галисии. Педру вскоре влюбился в Инес.
Констанса умерла в 1345 году, неделю спустя после рождения Фернанду, который в итоге стал преемником Педру на престоле. После этого Педру стал открыто жить с Инес, несмотря на то, что Афонсу повелел ему найти невесту из принцесс, Инес даже родила ему четверых детей. В это же время Педру стал предоставлять братьям Инес, изгнанным из кастильского двора, важные посты в государстве, что тревожило Афонсу и местную знать. Король опасался, что после его смерти в стране начнется гражданская война, а португальский трон попадет в кастильские руки. Педру утверждал, что тайно женился на Инес вопреки приказу своего отца. В любом случае, в 1355 году Афонсу послал трех человек, чтобы найти Инес в монастыре Санта-Клара-а-Велья в Коимбре, где она была заточена. Убийцы обезглавили Инес на глазах одного из её маленьких детей.
Взбешенный Педру восстал против отца. Спустя несколько недель был достигнут мир. Вскоре после этого Афонсу умер, и Педру вступил на престол в 1357 году и начал поиски убийц Инес. В 1360 году он добился выдачи двоих из них (они скрывались в Кастилии) в обмен на кастильских пленников. В итоге Перу Коэлью и Альвару Гонсалвеш были признаны виновными в убийстве Инес, и Педру лично вырезал сердце каждому из них. Третий убийца, Диогу Лопеш Пашеку, сумел избежать казни и умер в Кастилии в 1383 году. Антониу Феррейра использовал данные события в трагедии «Каштру» (опубликована в 1587 году).

## Король Португалии

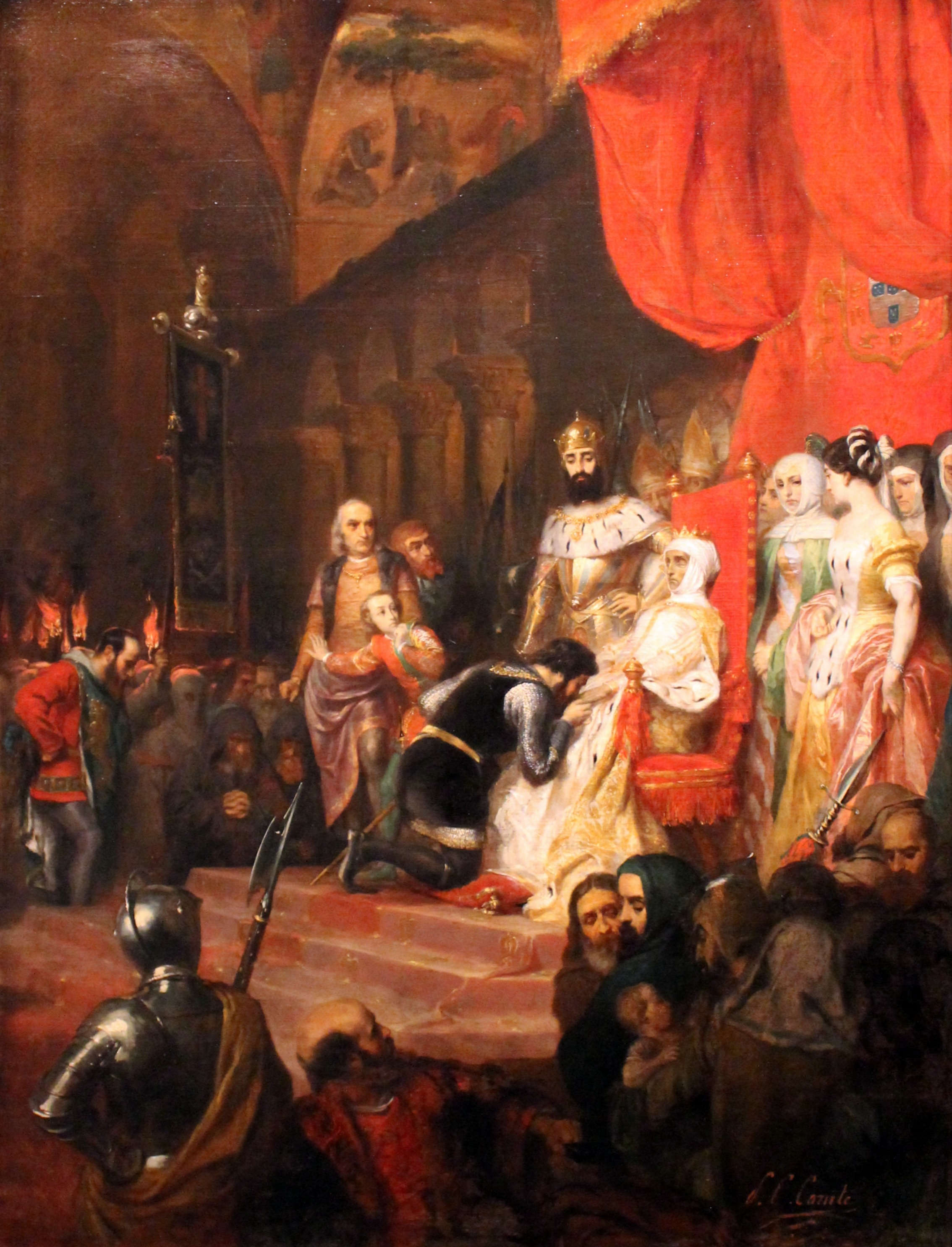
«Педру I заставляет придворных целовать руку мертвой Инес де Кастро». Картина кисти Пьера-Шарля Конта.

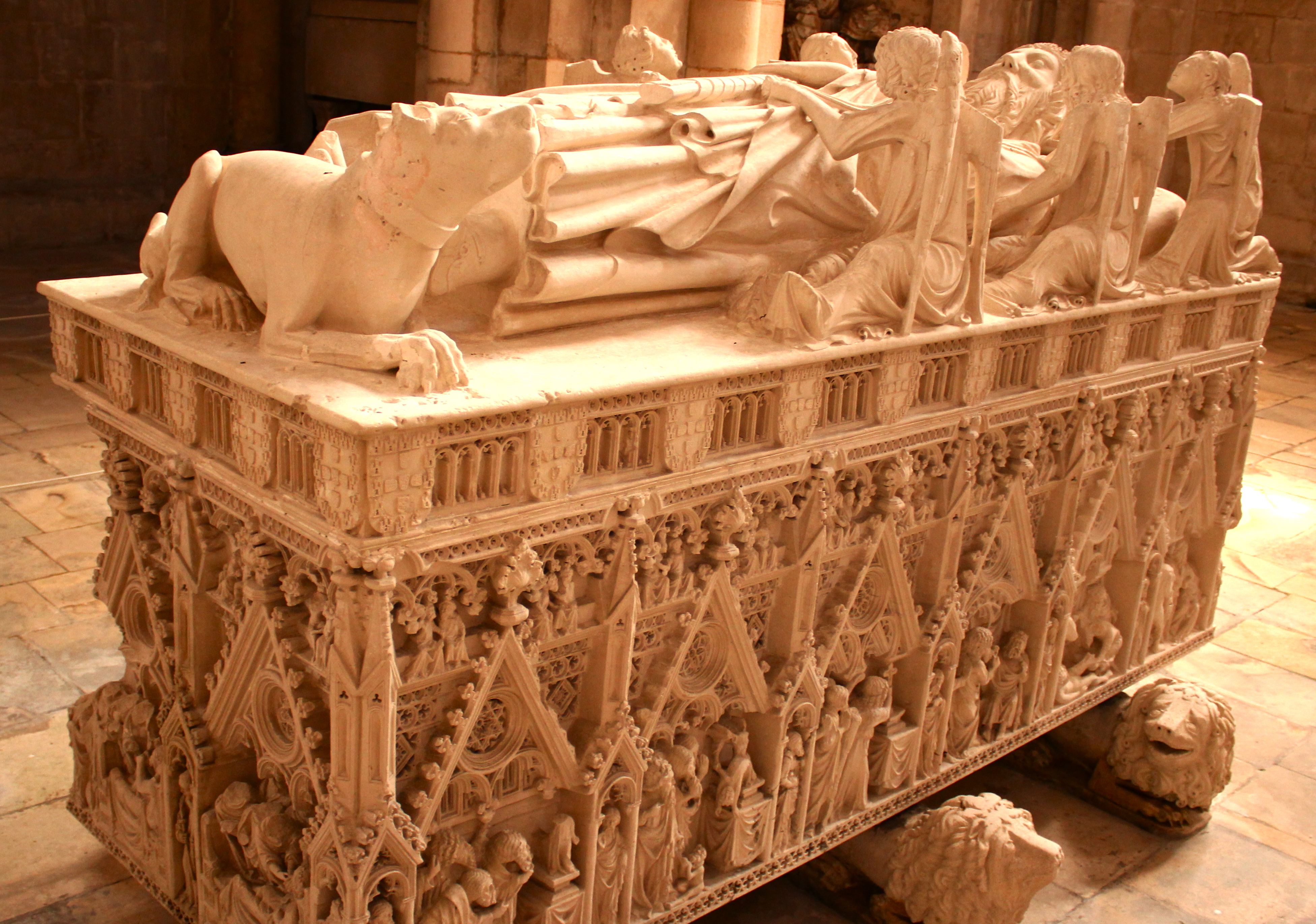
Гробница Педру I

В следующем году Педру, как гласит легенда, собрал во дворце вельмож и поклялся им, что был обвенчан с Инес. После этого её труп перевезли из Коимбры, одели в королевские одежды и посадили на трон. На голову возложили корону, и все придворные должны были отдавать мертвой фаворитке королевские почести и целовать край её платья. Вслед за тем она с чрезвычайной пышностью была погребена в королевской усыпальнице. При этом весомых доказательств реальности этих событий нет. Однако известно, что Педру намеренно обустроил в Алкобаса две гробницы — для себя и Инес — друг напротив друга, чтобы увидеть свою королеву перед Страшным Судом. На мраморе гробниц выбито Até o fim do mundo.. — «До конца света…».
Запутанные любовные отношения Педру I создали благодатную почву для борьбы за власть между его детьми. Педру был отцом Фернанду I и Жуана I (внебрачный сын). Жуан стал магистром Ависского ордена, а по итогам кризиса 1383—1385 годов — основателем новой династии на португальском троне.

## Дети
От Констансы Кастильской (1320—1345):
- Луиш (1340)
- Мария (1342—1367)
- Фернанду I (1345—1383)

От Инес де Кастро (1320—1355):
- Афонсу (1346)
- Беатриса (1347—1381)
- Жуан (1349—1397)
- Диниш (1354—1397)

От Терезии Лоренцо (1330 — ?):
- Жуан I (1357—1433)

## В искусстве
История любви Педру и Инес де Кастро стала источником материала для многих произведений искусства.
В литературе
- 1556 — Луиш де Камоэнс. Эпопея «Лузиады» (стих 118—137).
- 1550-е годы — Антониу Феррейра. Трагедия «Каштру» (опубликована в 1587 году).
- 1577 — Херонимо Бермудес. «Первые испанские трагедии».
- 1819—1820 — Виктор Гюго. Пьеса «Инес де Кастро».
- 1840-е — Анна Элиза Брей. «The Talba of Portugal»[6].
- 1910 — Татьяна Щепкина-Куперник. Новелла «Инес де Кастро».
- 1949 — Анри де Монтерлан. Пьеса «Мёртвая королева».
- 2005 — Gilbert Sinoué. Роман «La Reine crucifiée».

В кинематографе
- 1910 — «Rainha depois de Morta, Inês de Castro» (пр-во Португалии).
- 1944 — «Инес де Кастро» (пр-во Испании и Португалии), реж. Manuel Augusto García Viñolas, Жозе Лейтан ди Барруш.
- 1961 — «Мёртвая королева» (пр-во Франции).
- 2009 — «Мёртвая королева» (пр-во Франции), реж. Пьер Бутрон.

В музыке

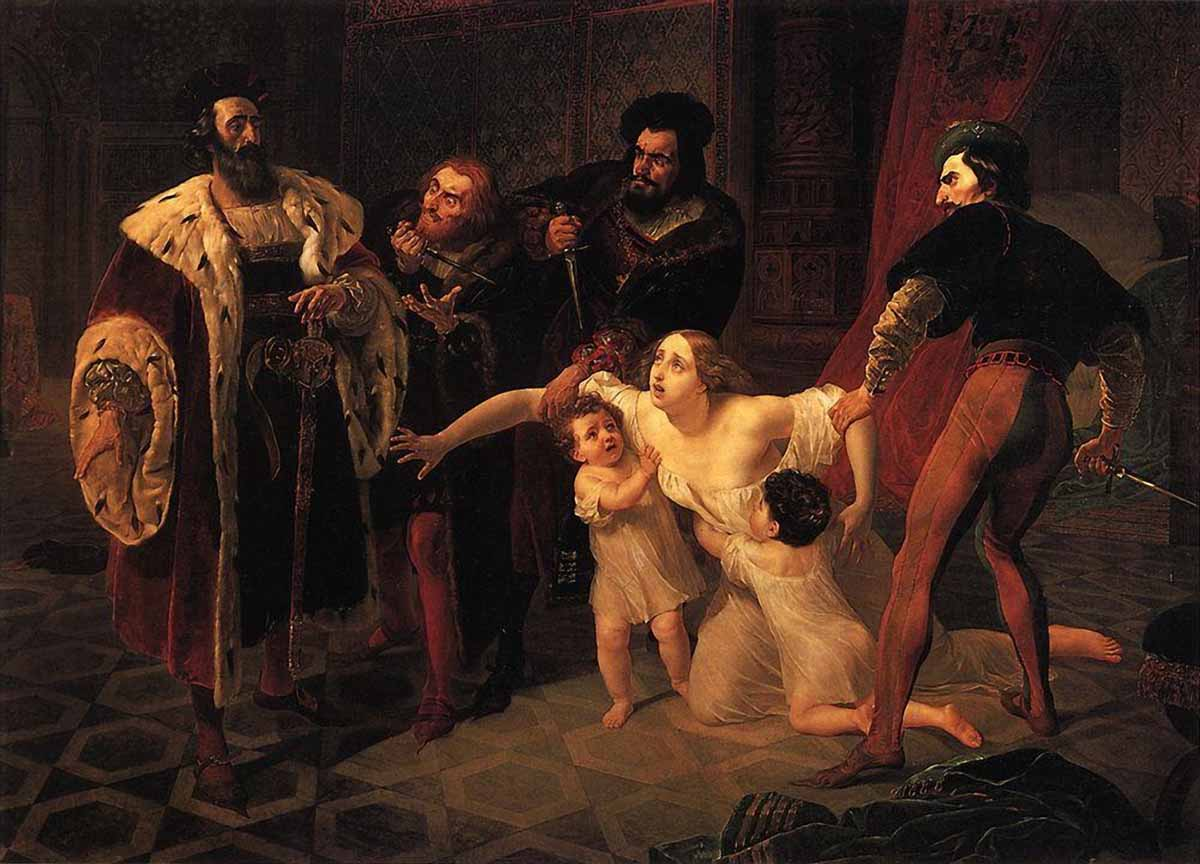
Карл Брюллов. Смерть Инессы де Кастро. 1834

- Более 20 опер называются «Инес де Кастро», среди них:
  - Опера Николо Антонио Дзингарелли (1798)